# 山口尚秀
山口尚秀（日语：／ Yamaguchi Naohide，2000年10月28日—），日本男子游泳运动员。他曾代表日本参加2020年夏季残疾人奥林匹克运动会游泳比赛，获得男子100米蛙泳SB14级金牌。